# 新豪尔詹
新豪尔詹（匈牙利語：Újhartyán）是匈牙利佩斯州所辖的一个村。总面积22.43平方公里，总人口2760，人口密度123.0人/平方公里（2011年1月1日）。